# Piragüisme als Jocs Olímpics d'estiu de 1936
Als Jocs Olímpics d'Estiu de 1936 celebrats a la ciutat de Berlín (Alemanya) es disputà per primera vegada una competició oficial de piragüisme. Anteriorment havia estat esport de demostració en els Jocs Olímpics d'Estiu de 1924 celebrats a París. Es realitzaren nou proves d'aquest esport, totes elles en categoria masculina, disputades entre els dies 7 i 8 d'agost de 1936.

## Comitès participants
Hi participaren un total de 119 palistes de 19 comitès nacionals diferents:
| - Alemanya (14) - Àustria (9) - Bèlgica (8) - Canadà (8) - Dinamarca (4) - Estats Units (10) - Finlàndia (3) - França (3) - Hongria (5) - Itàlia (1) | - Iugoslàvia (4) - Luxemburg (3) - Noruega (1) - Països Baixos (9) - Polònia (2) - Regne Unit (4) - Suècia (9) - Suïssa (9) - Txecoslovàquia (13) |

## Resum de medalles
| Prova                              | Or                                                 | Argent                                  | Bronze                                          |
| C-1 1.000 metres detalls           | Frank Amyot                                        | Bohuslav Karlík                         | Erich Koschik                                   |
| C-2 1.000 metres detalls           | TxecoslovàquiaVladimír Syrovátka · Jan Brzák-Felix | ÀustriaRupert Weinstabl · Karl Proisl   | CanadàFrank Saker · Harvey Charters             |
| C-2 10.000 metres detalls          | TxecoslovàquiaVáclav Mottl · Zdeněk Škrland        | CanadàFrank Saker · Harvey Charters     | ÀustriaRupert Weinstabl · Karl Proisl           |
| K-1 1.000 metres detalls           | Gregor Hradetzky                                   | Helmut Cämmerer                         | Jaap Kraaier                                    |
| K-1 10.000 metres detalls          | Ernst Krebs                                        | Fritz Landertinger                      | Ernest Riedel                                   |
| K-1 plegable 10.000 metres detalls | Gregor Hradetzky                                   | Henri Eberhardt                         | Xaver Hörmann                                   |
| K-2 1.000 metres detalls           | ÀustriaAdolf Kainz · Alfons Dorfner                | AlemanyaEwald Tilker · Fritz Bondroit   | Països BaixosNicolaas Tates · Wim van der Kroft |
| K-2 10.000 metres detalls          | AlemanyaPaul Wevers · Ludwig Landen                | ÀustriaViktor Kalisch · Karl Steinhuber | SuèciaTage Fahlborg · Helge Larsson             |
| K-2 plegable 10.000 metres detalls | SuèciaSven Johansson · Erik Bladström              | AlemanyaWilli Horn · Erich Hanisch      | Països BaixosPiet Wijdekop · Kees Wijdekop      |

## Medaller
| Posició | País           | Or | Argent | Bronze | Total |
| 1       | Àustria        | 3  | 3      | 1      | 7     |
| 2       | Alemanya       | 2  | 3      | 2      | 7     |
| 3       | Txecoslovàquia | 2  | 1      | 0      | 3     |
| 4       | Canadà         | 1  | 1      | 1      | 3     |
| 5       | Suècia         | 1  | 0      | 1      | 2     |
| 6       | França         | 0  | 1      | 0      | 1     |
| 7       | Països Baixos  | 0  | 0      | 3      | 3     |
| 8       | Estats Units   | 0  | 0      | 1      | 1     |